# Chelicorophium monodon
Chelicorophium monodon is een vlokreeftensoort uit de familie van de Corophiidae. De wetenschappelijke naam van de soort werd in 1895 voor het eerst geldig gepubliceerd door Georg Ossian Sars.